# حركة اللغة البنغالية

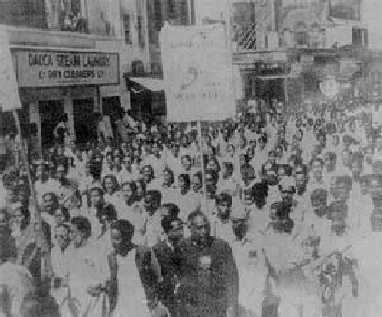
مسيرة 21 فبراير 1952 في العاصمة البنغلاديشية دكا.

حركة اللغة البنغالية أو حركة اللغة (بالبنغالية: ভাষা আন্দোলন) حركة سياسية في بنغلادش عندما كانت تعرف باسم شرق باكستان طالبت بالاعتراف باللغة البنغالية كلغة رسمية في الدولة كي يسمح بتداولها في الشئون الحكومية والتعليم ووسائل الإعلام والعملة والطوابع. وفي عام 1947 تم تقسيم الهند إلى دولتين لكل منهما السيادة المستقلة تشكلت حكومة باكستان وكانت تتألف من مجموعات عرقية ولغوية متنوعة وجغرافياً غير متصلة بإقليم بنغال الشرقي الذي اُطلق عليه في عام 1956 باكستان الشرقية التي تضم سكان بنغاليين في المقام الأول.
وفي عام 1948 فَرضت الحكومة الباكستانية اللغة الأردية اللغة الوطنية الوحيدة للبلاد، تم اقتراح الكتابة البنغالية بالتناوب النص العربي أو عربي كلغة الدولة لباكستان بأكملها، مما أثار احتجاجاً واسعا ونزاعات طائفية للأغلبية المتحدثة بـاللغة البنغالية في بنغال الشرقية، تحدىَ طلاب جامعة دكا وغيرهم من النشطاء السياسيين ذلك القانون وتلك الحكومة ونظموا مسيرات للاحتجاج في 21 فبراير 1952 ووصلت الحركة الاحتجاجية إلى ذروتها عندما قتلت الشرطة مجموعة من الطلاب المتظاهرين في ذلك اليوم وأثار قتلهم الذعر والاضطرابات المدنية بقيادة حزب رابطة عوامي الإسلامي الذي تغير اسمه بعد ذلك إلى حزب عوامي الوطني.
وبعد كثير من الصراعات تراجعت الحكومة المركزية عن قرارها ومنحت الصفة الرسمية إلى اللغة البنغالية عام 1956. وفي عام 1999 اعتبرت اليونسكو يوم 21 فبراير اليوم الدولي للغة الأم  وعطلة رسمية وذلك تكريماً لحركة اللغة واحتراماً لمطالب وحقوق الإنسان في كافة أنحاء العالم. وحفزت حركة اللغة على تأكيد الهوية الوطنية لولاية باكستان الشرقية التي أصبحت رائدةً للحركات القومية البنغالية ومنها حركة 6 نقاط وتحرير بنغلاديش في عام 1971.

## المعلومات الأساسية

تقسيم الهند عام 1948 إلى أربع بلاد مستقلة منهم باكستان التي أصبحت حالياً (بنغلاديش)

قبل تقسيم الهندكانت باكستان وبنغلاديش دولة واحدة وذلك خلال الحكم البريطانى. وفي منتصف القرن التاسع عشر تم فرض لغة الاردو لغة مشتركة للهنود والمسلمين وذلك بواسطة القيادات السياسية والدينيه مثل السيد أحمد خان ومولوى عبد الحق  و
تعتبر اللغة الأردية هي لغة من لغات هندية آرية والتي هي في حد ذاتها إحدى أفرع عائلة ا اللغات الهندية الأوروبية وتطورت تحت تأثير الفارسية والعربية في جنوب آسيا خلال سلطنة دلهي وإمبراطورية المغول. اعُتبرت اللغة عنصر حيوي ولا يمكن الاستغناء عنه في النصوص العربية الفارسية والثقافة الإسلامية وكذلك الهندوسية في حين استخدام لغة أردية نمت الأشتراكات بين مسلمي شمال الهند. والمسلمين في بنغالية أول من استخدم لغة بنغالية وهي من لغات هندية إيرانية الشرقية وتطورت أثناء نهضة بنغلاديش.
وفي أواخر القرن التاسع عشر تم اختيار النشطاء السياسين ومنهم نساء مسلمين بقيادة رقية شوكت حسين للكتابة بـ اللغة البنغالية للوصول إلى الناس وإثراءها كلغة أدبيه حديثة. ورفضَ مؤيدى لغة بنغالية اللغة الأردية من قبل تقسيم الهند.

## المراحل الأولى للإنقلاب اللغوى

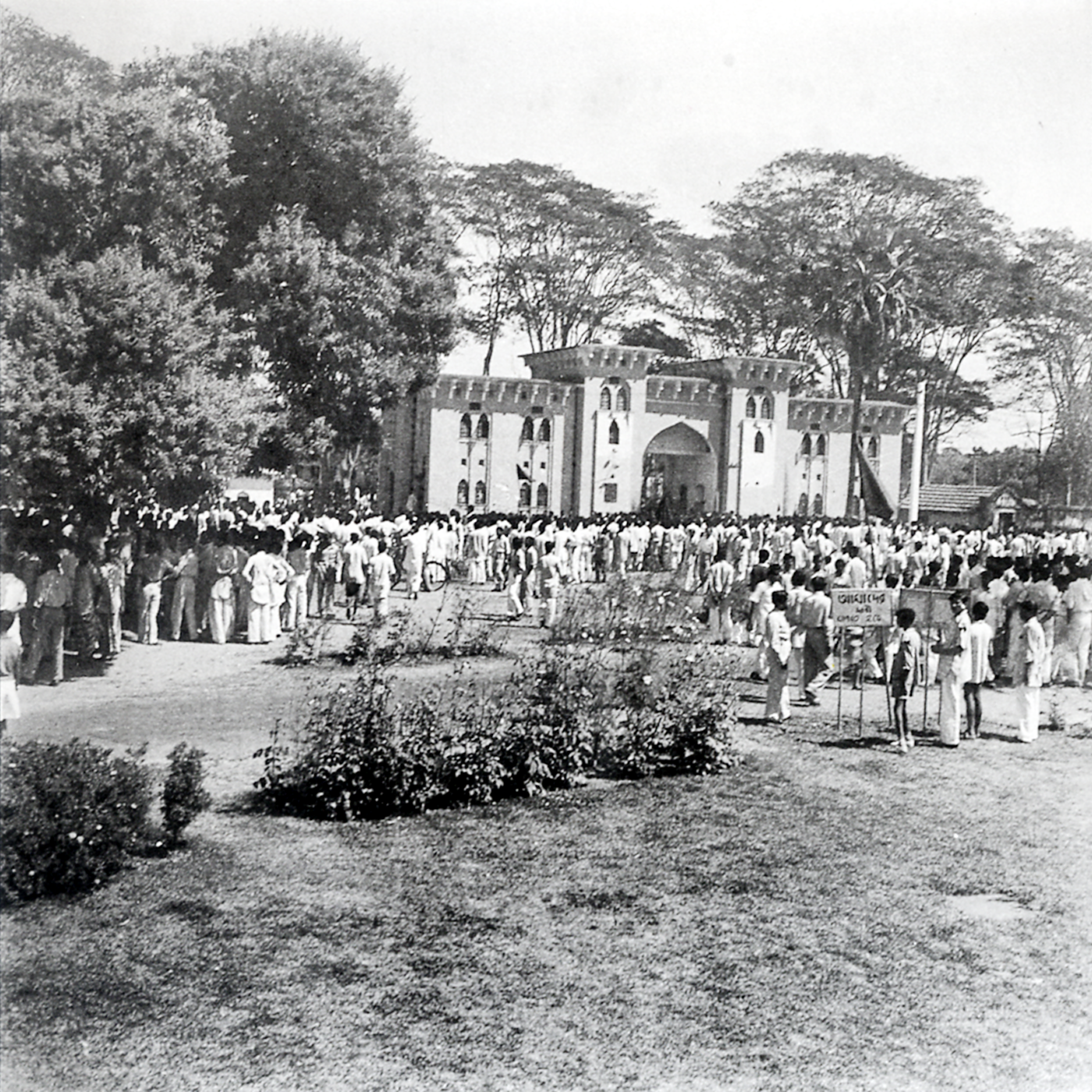
غضب وتجمع الطلاب بعد إسقاط اللغة البنغالية ورفضهم لإعلان الحكومة بتطبيق اللغة الأردية (اللغة الوحيدة للدولة)

بعد الحرب الباكستانية-الهندية 1947 وتقسيم الهند شكّل متحدثي لغة بنغالية في شرق باكستان 44 مليون من إجمالى 69 مليون في باكستان  وبالرغم من سيادة الحكومة الباكستانية سيطر عليها أفراد من غرب البنغال عام 1947 وفُرض تعليم اللغة الأردية في مدينة كراتشي كنوع من التربية الوطنية ودفاعاً عنها كلغة الدولة الوحيدة وتم إستخدامها في وسائل الأعلام والمدارس. ولذلك زاد المعارضين احتجاجاً واحتشد طلاب جامعة دكا بقياده أبو القاسم مطالبةً بتعيين اللغة البنغالية لغه رسمية ل باكستان ووسيله لللعليم في شرق بنغال ورغم ذلك ألغت لجنة الخدمات العامة اللغة البنغالية من الموضوعات المعتمده تماماً وكذلك العملة والطوابع وأجرى وزير التعليم فضل الرحمن إستعدادات مكثفه لجعل اللغة الأردية لغة الدولة الوحيدة.
زاد غضب واحتقان العامة وتجمع الطلاب في جامعة دكا في 8 ديسيمبر 1947 للمطالبه رسمياً بجعل اللغة البنغالية هي اللغة الرسمية ولتعزيز رفضهم.
جادَل كثير من كبار علماء بنغاليه على فرض اللغة الأردية كلغة الدولة الرسمية. وأشار محمد شهيد إلى أن اللغة الاورديه ليست اللغة الأصلية في أي جزء من باكستان وقال [إذا كان لابد من اختيار لغة ثانية للدولة فتكون اللغة الاورديه]  وصدَر عن الكاتب ‹أبو المنصور › أن [لو أصبحت الاوردو هي لغة الدولة لأصبح التعليم في شرق باكستان اُمي وغير مؤهل للمناصب الحكومية ]. في نهايه 1947 أسس السياسين ‘’منظمة اللغة القومية‘’  من أجل الاعتراف بـ اللغة البنغالية وإستخدامها في الأغراض الرسمية والتي أصبحت من أكثر المجموعات تاثيراً في حركة انقلاب اللغة بقيادة شمس الحق ونور الحق

## ثورات 1948
احتشد طلاب جامعة دكا وجامعات أخرى بمسيرات هائله يوم 11 مارس 1948 اعتراضاً على إسقاط اللغة البنغالية من الاستخدام الرسمي للبلاد وكذلك الطوابع والعملات واختبارات التوظيف للبحرية، ومطالبةً بإعلان اللغة البنغالية اللغة الرسمية في باكستان المستقله.
وتم القبض على كبار السياسين والنشطاء خلال المظاهرات مثل شمس الحق شوكت علي كازى غلام محبوب وقائد المسيرة الزعيم محمد طه دخَل المستشفى بعد محاولتُه لانتزاع بندقية ضابط شرطة وأشترك أيضاً الطلاب عبد المتين وعبد المالك في هذه العملية.
وفي مساء 11 مارس إتجه الطلاب إلى منزل رئيس الوزراء الخواجه نظمى الدين احتجاجاً على وحشية الشرطة، ورغم ذلك هاجمت الشرطة المسيرات مما أسفر عنه إصابة عدد من الطلاب والزعماء مثل أبو القاسم فضلول حق، وفي ظل تلك الظروف البائسه وقّع رئيس الوزراء إتفاق مع القيادات الطلابية على الموافقة على بعض الشروط والأحكام ولكن بعيداً عن تعيين اللغة البنغالية لغة الدولة.
وفي ذروة الأحداث وصَل الحاكم العام محمد على جناح باكستان في 19 مارس 1948، وفي 21 مارس في حفل إستقباله زعَم أن تلك الحركة مخططة وما هي إلا لتقسيم المسلمين في باكستان وأن اللغة الأردية هي التي تجسد روح الإسلام  وتظل لغة الدولة الوحيدة ومن يعارض ذلك فهو من أعداء باكستان، ذلك ماقرره جناح ووافق عليه رئيس الوزراء الخواجه نظمى وتطبق سياسة اللغة الأردية فقط. ورداً على ذلك قررت لجنة باكستان الشرقية برئاسة مولانا اكرم خان بإعداد تقرير لتلك المشكلة  في 6 ديسمبر 1950 ولكنه لم يتم نشره حتى 1958 واقترحت الحكومة أن يكون مكتوبا بـ اللغة العربية كوسيله لحل الصراع اللغوي.

## 21 فبراير 1952

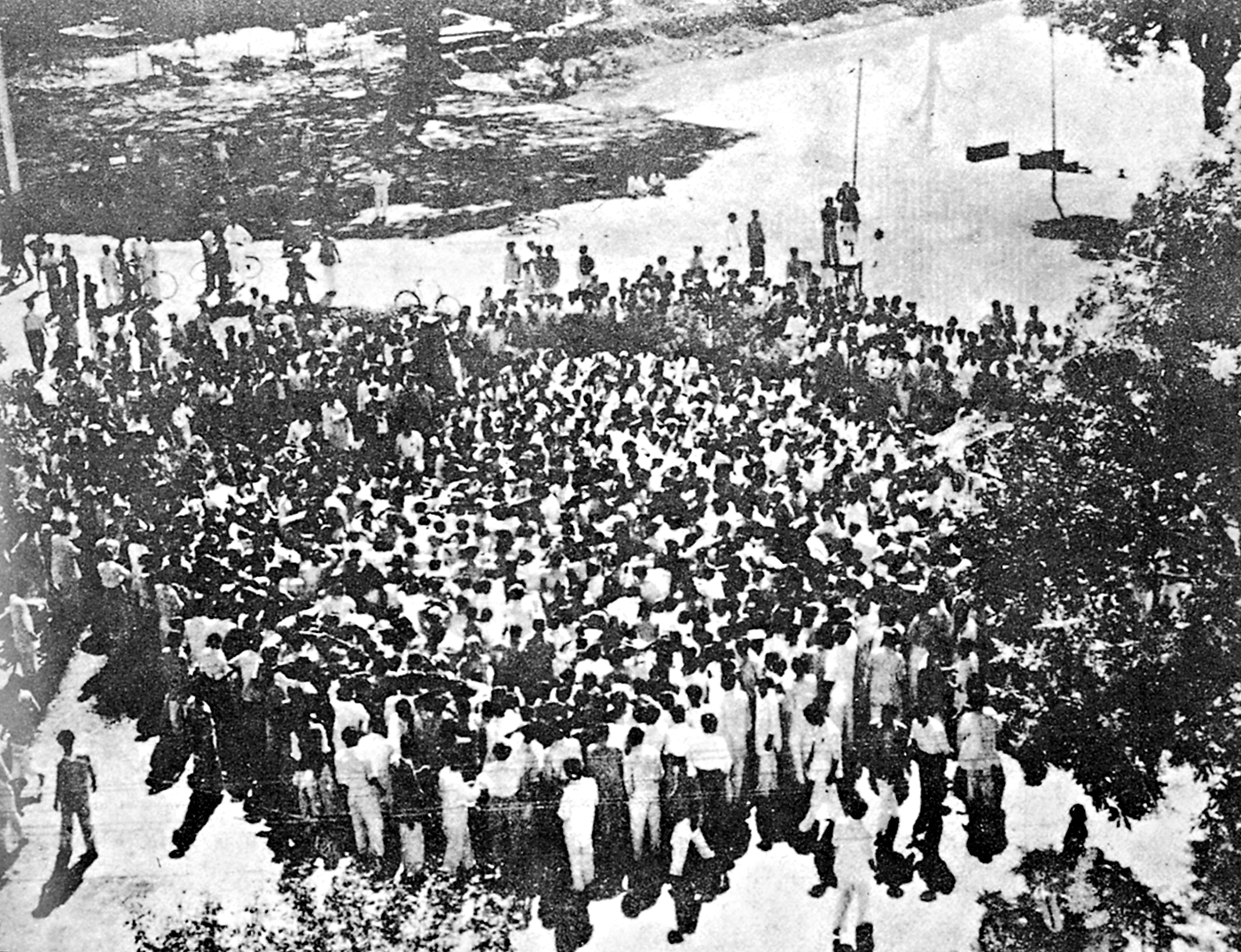
اجتمّاع الطلاب في جامعة (دكا) 21 فبراير 1952، للإعتراض على تطبيق اللغة الأرديه فقط للبلاد

تجمّع الطلاب الساعة التاسعة صباحاً في جامعة دكا وحاصرت الشرطة ونائب رئيس الجامعة الحرم الجامعى وقامت الشرطة بإطلاق قنابل مسيلة للدموع لتحذير الطلاب ولكنهم إتجهوا إلى كلية الطب وآخرين احتشدوا في مسيرات نحو مقر الجامعة وطلب نائب رئيس الجامعة بوقف إطلاق النار على الطلاب. وعليهم بالمغادرة ولكنهم لم يستجيبوا وقُتل كثير منهم عبد الجبار أبو البركات عبد السلام رفيق الدين احمد وأثار ذلك الزعر في كل أرجاء المدينة وتوقفت الحياة في المحلات والبنوك ووسائل المواصلات وبدأ إضراب عام، وأحرق المتظاهرون وكالات الأنباء المؤيدة للحكومة. وأقترح ست من النواب على رئيس الوزراء نور أمين بأن يزور الجرحى في المستشفى وتأجيل عمل المجلس كعلامة على الحداد، وأيّد هذا القرار كثير من القضاة والنواب البدلاء بما فيهم مولانا عبد الراشد شمس الدين أحمد شرف الدين أحمد. ورغم ذلك رفض نور امين هذة الطلبات.

## 22 فبراير 1952

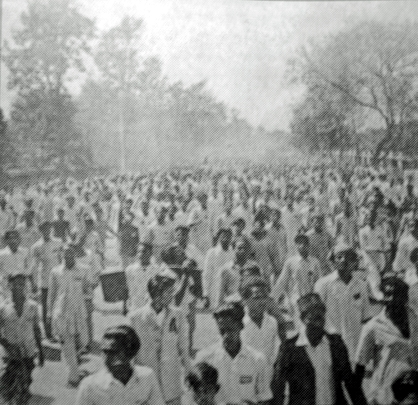
مسيرات وفوضى في جامعة دكا يوم 22 فبراير 1952

عمت الفوضىَ في سائر أنحاء المحافظة وأدانت المسيرات أفعال الشرطة الوحشية، فأكثر من 30.000 مواطن تجمعوا في قاعة كروزون في دكا وخلال تلك الاحتجاجات قُتل أربعة أشخاص آخرين وهذا دفع الضباط والموظفين في مختلف المنظمات والبنوك ومحطات الراديو الإضراب عن العمل والمشاركة في المظاهرات.

## استمرار الفوضى والاضطرابات
شيّد طلاب كلية الطب جامعة دكا نصب تذكارى للشهداء في مساء 23 فبراير وأفتتَح النصب على يد والد أحد الناشطين الشهداء وتم تدميره من قبِل الشرطة في 26 فبراير، إحتَج عمال المصانع في مدينة نارجيانج في يوم 29 فبراير اعتراضاً على أفعال الشرطة. فرضت الحكومة البنغالية الرقابة على وسائل الإعلام للسيطرة على عدد الضحايا خلال الاحتجاجات. اجتمعت وسائل الأعلام المؤيدة للحكومة الهندوسيةو الشيوعية لتأييِد موقف الطلاب والمعترضيِن على ى أفعال وقوانين الشرطة، وكذلك توجهت أسر الضحايا أبو البركات ورفيق الدين بإتهام الشرطة بجريمة قتل المتظاهرين ولكن سرعان ما تم رفضها من قبل الشرطة.
فشَل تقرير الحكومة في 8 إبريل في تغطية الأحداث لإظهار أي مبرر للشرطة في إطلاق النار على الطلاب. أجتمع أعضاء الجمعية التأسيسية مرة أُخرى في 14 إبريل وتوقف بعض إجراءات حزب مسلم عندما طرَح المشرعيِين في ولاية بنغال الشرقية قضية اللغة وفي 27 إبريل غقَدت جامعة دكا وكل الأحزاب المشاركة في حركة اللغة [ندوة] في قاعة نقابة المحامين وخلال الاجتماع دعَا ممثلى ي الأحزاب الحكومة بإطلاق سراح السجناء وتخفيف القيود على الحريات المدنية واعتماد اللغة البنغالية كلغة رسميه للبلاد.

## أحداث بعد 1952

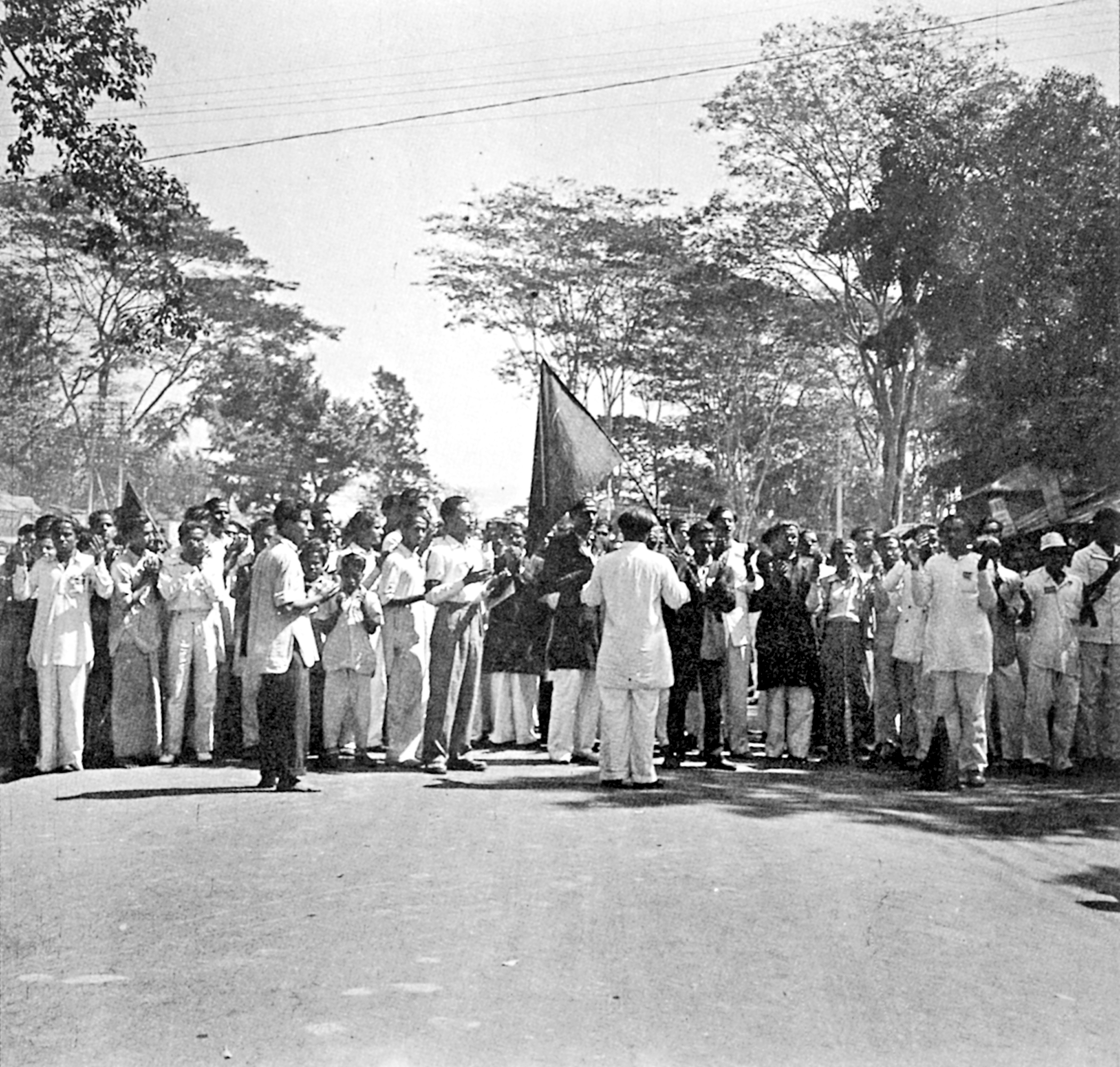
تجمّع الناس في 21 فبراير 1953 وإعلان الحداد تضامناً مع ضحايا الحركة اللغوية

في أول احتفال لإحياء ذكرى 21فبراير يوم الشهداء أرتدى الناس في شرق بنغلاديش شارات سوداء تضامناً مع الضحايا وأغُلقت معظم المكاتب والمؤسسات التعليمية للاحتفال بهذه المناسبة وأتفقت جماعات طلابية مع مسئولين الجامعة والشرطة بالحفاظ على الأمان والنظام.
أجتمع أكثر من 100.000 شخص في جلسة علنية في دكا مطالبين بالإفراج الفورى عن مولانا البشاشنى والسجناءالسياسين الآخرين. ورغم ذلك انتشَرت الفوضىَ بتصريح فضل الرحمن في بنغال الغربية (بأن من يطالب بتفعبل اللغة البنغالية لغة رسمية فهو عدو للبلاد).
وفي مساء 21 فبراير 1954 اندلعت مسيرات واسعة حامليِن أعلام سوداء حداداً على الشهداء وأعتقَلت الشرطة الطلاب وغيرهم من المتظاهرين الذين أُطلق سراحهم في وقت لاحق.

## أحداث 1954
وصلت التوترات السياسية إلى ذروتها خلال انتخابات المجلس الإقليمى في بنغال الشرقية عام 1954، أستنكر حزب المسلمين الحاكم الجبهة المعارضة التي كان يقودها أبو القاسم حقو حزب عوامى، هم فقط أرادوا مزيداً من الإستقلالية والحرية، أُعتقل العديد من قادتهم وبعض الناشطين. عُقد اجتماع برلمانى لأعضاء حزب المسلمين برئاسة رئيس الوزراء محمد على بوجرا لتسوية النزاعات وتفعيل اللغة البنغالية كلغة رسمية للبلاد. أعقب هذا القرار المزيد من الاضطرابات من قِبل المجموعات العرقية الأُخرى مطالبين بالاعتراف بلغات إقليمية أخرى.
أحتجَ أنصار اللغة الأردية منهم مولوى عبد الحق وأعترض على منح صفة الرسمية لـ اللغة البنغالية.
قامت مظاهرة من 100,000 شخص للاحتجاج على قرار حزب المسلمين. ولكنه فشل، وبالتالى حصلت الجبهة المتحدة على الغالبية العظمى من المقاعد في المجلس التشريعي، في حين تم تخفيض تمثيل حزب المسلمين إلى أدنى مستوى على مر التاريخ.
أمرت وزارة الجبهة المتحدة بإنشاء أكاديمية بنغالية لتعزيز وتطوير والحفاظ على اللغة البنغالية والأدب والتراث. ومع ذلك، فحكم الجبهة المتحدة كان مؤقتا، وألغَى الحاكم العام غلام محمد الحكومة وبدأ حكم الحاكم في 30 مايو 1954. شكلت الجبهة المتحدة مرة أخرى وزارة في 6 يونيو 1955 وذلك بعد أن انتهى النظام الحاكم. وبالرغم من ذلك لم يشارك حزب رابطة عوامي في هذه الوزارة. بعد عودة الجبهة المتحدة إلى السلطة، تم الاحتفال بالذكرى يوم 21 فبراير عام 1956 لأول مرة في جو سلمي. دعمت الحكومة مشروع كبير لبناء نصب تذكارى للشهداء جديد. توقفت الجمعية التأسيسية لمدة خمس دقائق للتعبير عن العزاء للطلاب الذين قُتلوا برصاص الشرطة. ونظمت مسيرات كبرى من قِبل القادة البنغالية وجميع المكاتب والشركات العامة ظلت مغلقة للمشاركة في الاحتفال.

## تعديل الدستور
في 7 مايو 1954 عزمت الجمعية التأسيسية بدعم من حزب المسلمين على منح اللغة البنغالية الصفة الرسمية، وفي 29 فبراير 1956 تم الاعتراف بها كلغة رسمية ثانية في باكستان، وأُعيدت صياغة المادة 214 من الدستور الباكستانى إلى أن لغتى باكستان هما اللغة الأردية واللغة البنغالية ومع ذلك حاولت الحكومة العسكرية بقيادة أيوب خان بإعادة تفعيل اللغة الأردية كلغة البلاد الوحيدة. وفي 6 يناير 1959 أَصدر النظام العسكري في بيان رسمي مع دعم سياسة دستور 1956 أن للدولة لغتين.

## تحرير بنغلاديش
على الرغم من حسم مسألة اللغات الرسمية في عام 1956، إلا أن عزز النظام العسكرى بقيادة أيوب خان مصالح باكستان الغربية على حساب باكستان الشرقية، بالرغم من أن شرق باكستان تضم أغلبية السكان الأصليين للدولة، وأستمر ذلك الوضع وأصبح سكان شرق باكستان بعيداً عن الخدمات المدنية والعسكرية وغيرها من الخدمات الحكومية وأقليه في التمويل الحكومي. ويرجع ذلك إلى عدم وجود حكومة تمثل تلك البلد الناشئة باكستان الشرقية لخلل التوازن الإقتصادى الذي أدى بعد ذلك إلى انقسامات إقليمية.
وبدعم من حزب رابطة عوامى البنغالى الوطنى الذي يستند إلى حركة 6 نقاط التي تطالب بمزيد من الاستقلال بتسمية باكستان الشرقية بنغلاديش مما أدى لاحقا إلى حرب تحرير بنغلاديش.

## مظاهر حركة اللغة البنغالية على التراث الفني

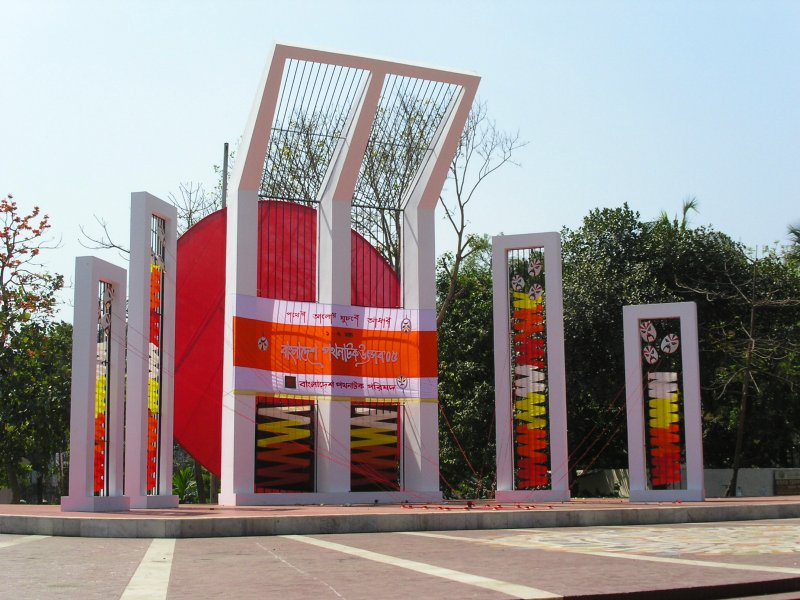
مينار الشهداء (نصب تذكارى للشهداء) تخليداً لذكرى شهداء حركة اللغة البنغالية 21 فبراير 1952، قريباً من كليه الطب جامعة دكا

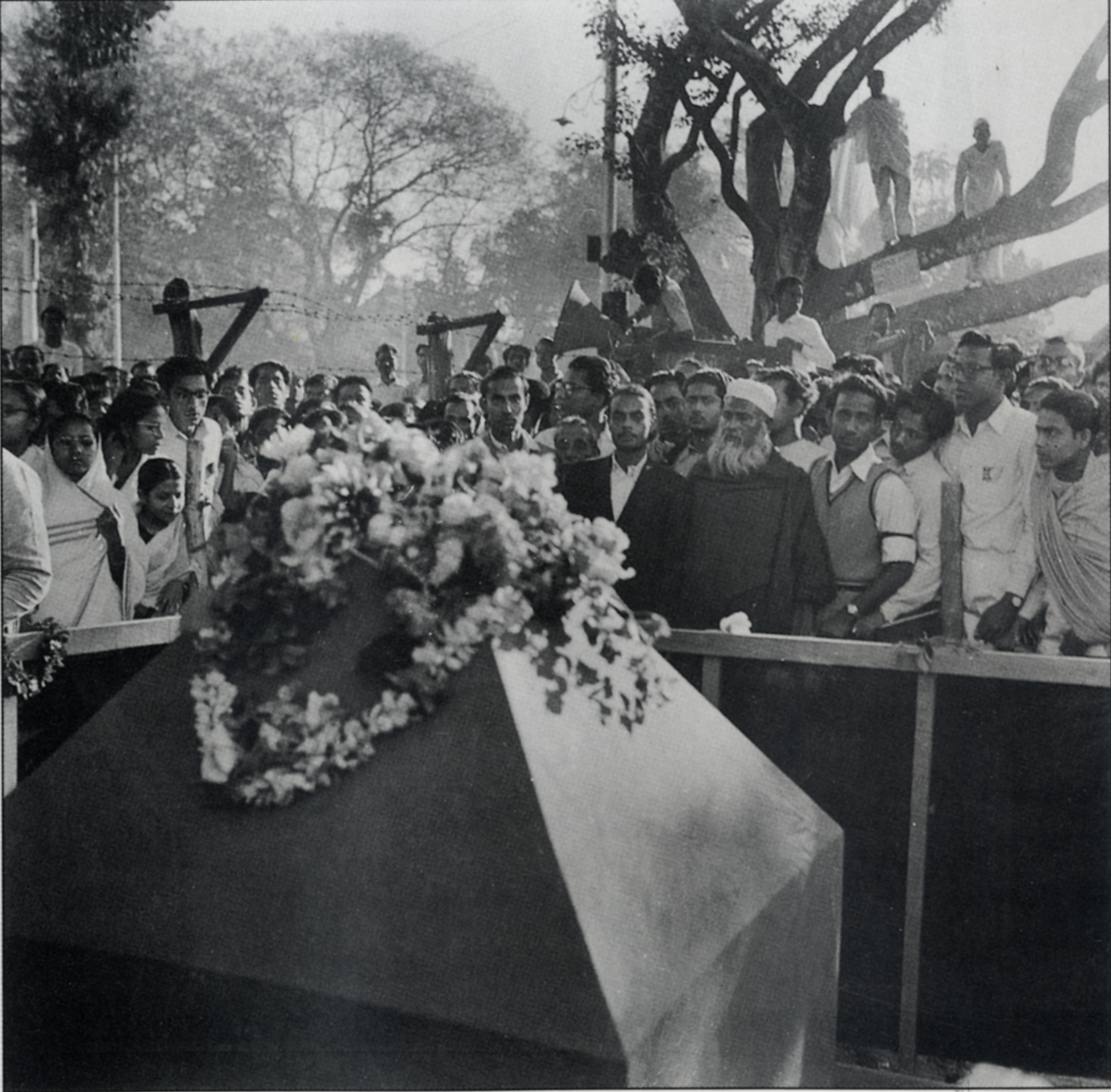
تأسيس مينار الشهداء وأفتتاحة على يد والد الشهيد (أبو البركات)

أثرت حركة اللغة تأثيراً ثقافياً وفنياً على المجتمع البنغالى. وشجعت على الاحتفال وتطوير اللغة والأدب والثقافة البنغالية، كما إنها احتفلت بـ21 فبراير (يوم الشهداء) وهو يوم عطلة وطنية رسمية في بنغلاديش. ويقام كل عام لمدة شهر فبراير معرض (إيكوشى) للكتاب لإحياء ذكرى الحركة. وتُمنح جائزة (إيكوشى) التي تعتبر واحدة من أعلى الجوائز المدنية في بنغلاديش سنوياً تخليداً لضحايا الحركة اللغوية. وشهدت الأغاني وكذلك المسرحيات تأثراً بالحركة اللغوية فجميع الأعمال الفنية والأدبية لعبت دوراً هاماً في إثارة العواطف الشعبية أثناء الحركة. كما أن شارك الشعراء في مسيرات بقيادة السيدة صوفيا كمال للتعبير عن اعتراضهم على اللغة الأردية وتأييد موقف الطلاب والمتظاهرين.
ومنذ أحداث فبراير 1952 تنوعت وجهات النظر خلال المسرحيات، القصائد، الأغاني، الروايات، المسرحيات، الأفلام، الكارتون، وأيضاً الرسومات إبداعاً في تصوير ووصف الحركة اللغوية. ومن أبرز ذلك قصائد [بورنومالا] و[فبراير 1969] بقلم شمس الرحمن، وفيلم لـزهير ريحان وغيرهم من المسرحيات والروايات لـ شوكت عثمان. أقترحت بنغلاديش رسمياً لـهيئة اليونسكو إعلان يوم 21 فبراير اليوم الدولي للغة الأم، وتم تأييد هذا الأقتراح بالإجماع في المؤتمر العام لليونسكو في 17 نوفمبر 1999.
بعد عامين من تدميرِ النصب التذكارى للشهداء من فبِل الشرطة شُيّد نصب تذكارى جديد عام 1954 لإحياء ذكرى الضحايا الذين فقدوا حياتهم للتعبير عن اعتراضهم. وصمم المهندس المعمارى حامديار الرحمن نصب على نطاق أوسع في عام 1957 بدعم من وزارة الجبهة المتحدة (الجمعية التأسيسية). ويتألف النصب من نموذج كبير في ساحة فندق كلية الطب في دكا يتكون من عمود (نصف دائرى) يرمز إلى الأم وحولها أبنائها الشهداء واقفين في ي وسط منصة النصب التذكاري. وبالرغم من توقف العمل بسبب الأحكام العرفيه عام 1958 أكتمَل وافُتتح على يد والدة أبو البركات في 21 فبراير 1963. خلال حرب تحرير بنغلاديش دمرَت القوات الباكستانية النصب التذكارى ولكن سرعان ما أعادت الحكومة البنغالية بناؤه عام 1973.

## النقد
على الرغم من أن تعتبر حركة اللغة البنغالية قد وضعت الأسُس العرقية القومية للعديد من البنغاليين في بنغال الشرقية وفيما بعد باكستان الشرقية ولكن أيضاً زاد العداء الثقافى بين سلطات جناحى باكستان. ففى الجناح الغربي لـ باكستان اأِعتبروا الحركة اللغوية ماهى إلا انتفاضة لبعض فئات المجتمع ضد المصالح الوطنية لـ باكستان فالاعتراض على سياسة الأردية فقط بمثابة اعتراض على الثقافة الفارسيةالعربية للمسلمين وكذلك إنشاء ايدولوجيا وفكر جديد في باكستان على أنها دولتين. كما أن ترى بعض النفوذ السياسية في الجناح الغربي أن اللغة الأردية هي نتاج الثقافة الإسلامية الهندية (توضيح)، بينما اللغة البنغالية جزء من الهندوسية، ومعظمهم ينحاز إلى الجانب الغربي ويعتقدوا أن اللغة الأردية هي اللغة الوحيدة الأصلية للبلاد، وهذا الاعتقاد أثار قدراً عظيماً من الجدل في الناحية الغربية لـ باكستان حيث يتواجد مجموعات لغوية أخرى. وفي نهاية 1967 صرَح الديكتاتور أيوب خان بأن [شرق بنغال مازالت تحت النفوذ والثقافة الهندوسية]. تحّول حزب رابطة عوامى المسلم بعد حركة اللغة البنغالية إلى (حزب عوامي الوطني البنغالي)، وتم حذف كلمة مسلم. وكذلك ألهمت الحركة اللغوية الشعب الباكستانى التعبير عن رفضه واعتراضه على السخط من قبل الجناح الغربي لـباكستان، وظهرت العديد من الأحزاب القومية العرقية. وكان الاضطراب السياسي في باكستان الشرقية والتنافس بين الحكومة المركزية والجبهة المتحدة بقيادة حكومة الإقليم واحدة من العوامل الرئيسية التي أدت إلى انقلاب 1958 على سياسة أيوب خان.